# ثالوث ميلتزر
ثالوث ميلتزر (بالإنجليزية: Meltzer's triad)‏ هو ثالوث يَصف العلامات التقليدية التي تُشخص وجود الغلوبيولينات البردية في الدم والذي يُشاهد في الأمراض الفيروسية أو أمراض النسيج الضام المُرتبطة بوجود الغلوبيولينات البردية في الدم، ويتكون الثالوث مِن:
- فرفرية واضِحة.
- ألم مفصلي.
- ضعف.